# Tomoe Abe
Tomoe Abe (jap. 安部 友恵, Abe Tomoe; * 13. August 1971 in Kitsuki) ist eine ehemalige japanische Langstreckenläuferin.
Als Zweite des Osaka Women’s Marathon 1993, mit 2:26:27 h nur eine Sekunde hinter der späteren Weltmeisterin Junko Asari, qualifizierte sie sich für den Marathon der Weltmeisterschaften in Stuttgart, bei dem sie in 2:31:01 die Bronzemedaille gewann. Im Jahr darauf siegte sie in Osaka mit dem japanischen Rekord von 2:26:09. 1996 wurde sie Fünfte in Osaka in 2:28:00 und siegte beim Hokkaidō-Marathon in 2:31:21. Bei den Weltmeisterschaften 1997 belegte sie den 29. Platz.
1998 und 1999 wurde sie Zweite beim Hokkaidō-Marathon, 1999 und 2000 Sechste beim Osaka-Marathon.
Bei ihrem einzigen Ausflug auf eine Ultramarathonstrecke verbesserte sie bei den 100 km vom Saroma-See den Weltrekord über diese Distanz um fast eine halbe Stunde und blieb als erste und bislang (Stand Januar 2021) einzige Frau mit 6:33:11 h unter sieben Stunden.
2001 wurde sie in 2:27:02 Fünfte beim Nagoya-Marathon, 2002 wurde sie Fünfte in Osaka, Sechste in Nagoya und in dem letzten Rennen ihrer leistungssportlichen Karriere Sechste beim Tokyo International Women’s Marathon.
Mit einer Körpergröße von 1,49 m und einem Wettkampfgewicht von 38 kg ist Abe selbst für eine Langstreckenläuferin ungewöhnlich zierlich gebaut.